# Głębock (gromada)
Głębock – dawna gromada, czyli najmniejsza jednostka podziału terytorialnego Polskiej Rzeczypospolitej Ludowej w latach 1954–1972.
Gromady, z gromadzkimi radami narodowymi (GRN) jako organami władzy najniższego stopnia na wsi, funkcjonowały od reformy reorganizującej administrację wiejską przeprowadzonej jesienią 1954 do momentu ich zniesienia z dniem 1 stycznia 1973, tym samym wypierając organizację gminną w latach 1954–1972.
Gromadę Głębock z siedzibą GRN w Głębocku utworzono – jako jedną z 8759 gromad na obszarze Polski – w powiecie braniewskim w woj. olsztyńskim na mocy uchwały nr 11 WRN w Olsztynie z dnia 4 października 1954. W skład jednostki weszły obszary dotychczasowych gromad Głębock, Jarzeń i Szarki ze zniesionej gminy Lelkowo w tymże powiecie. Dla gromady ustalono 9 członków gromadzkiej rady narodowej.
1 stycznia 1958 z gromady Głębock wyłączono Państwowe Gospodarstwa Rolne Mątyty i Rogity, włączając je do gromady Kandyty w powiecie iławeckim w tymże województwie, po czym gromadę Głębock zniesiono, włączając jej (pozostały) obszar do gromady Lelkowo w powiecie braniewskim.